# Baspa diatas
Baspa diatas är en fjärilsart som beskrevs av Hew. Baspa diatas ingår i släktet Baspa och familjen juvelvingar. Inga underarter finns listade i Catalogue of Life.